# Pełziec indyjski
Pełziec indyjski (Salpornis spilonota) – gatunek małego ptaka z rodziny pełźców (Salpornithidae). Zasiedla endemicznie Indie. Został z niego wyodrębniony pełziec afrykański (Salpornis salvadori).

## Podgatunki i zasięg występowania
Wyróżnia się następujące podgatunki:
- S. s. rajputanae Meinertzhagen & A. Meinertzhagen, 1926 – zachodnie Indie
- S. s. spilonota (Franklin, 1831) – centralne Indie

## Morfologia
Całkowita długość ciała dochodzi do około 12,6 cm, z czego 2,54 cm przypada na dziób, a 5 cm na ogon. Skrzydło mierzy około 8,9 cm, skok 1,5 cm. Masa ciała około 14 g. Nie występuje dymorfizm płciowy. Wierzch ciała ciemnobrązowy, z licznymi białymi plamkami. Na chorągiewkach lotek około sześciu białych plam. Na sterówkach, z wyjątkiem jasnej środkowej pary, znajduje się 5–6 białych pasów. Spód ciała płowy do białawego, pokryty licznymi ciemnobrązowymi pasami. Górna szczęka ciemnobrązowa, dolna jak i nogi i stopy jaśniejsze.

## Lęgi
Gniazdo mieści się 3–12 m nad ziemią w rozwidleniu gałęzi, jest dobrze zamaskowane, szczególnie od spodu. Budulec stanowią trawy, łodygi kwiatów, szypułki liści, kora, porosty oraz sieć pajęcza. W lęgu 2–3 jaja. Okres inkubacji nieznany, wysiaduje jedynie samica, którą dokarmia samiec. Młode karmione są głównie gąsienicami i ćmami, opiekują się nimi oba ptaki z pary.

## Status
IUCN uznaje pełźca indyjskiego za gatunek najmniejszej troski (LC, Least Concern). Liczebność populacji nie została oszacowana, ale ptak ten opisywany jest jako rzadki i lokalny. Trend liczebności populacji uznawany jest za spadkowy.